# Bspwm
bspwm je dlaždicový správce oken pro X Window System napsaný v jazyce C. Zaměřuje se především na pokročilé uživatele a softwarové vývojáře. Zároveň je často doporučován[zdroj⁠?!] pro starší počítače s méně výkonnými komponentami a to hlavně z toho důvodu, že jeho zdrojový kód má pouze 600 KB.
Mimo dlaždicového rozložení také podporuje plovoucí uspořádání oken.